# Course en ligne féminine des juniors aux championnats du monde de cyclisme sur route 2024
La course en ligne féminine des juniors aux championnats du monde de cyclisme sur route 2024 a lieu le jeudi 26 septembre 2024 entre Uster et Zurich, en Suisse, sur une distance de 73,6 kilomètres.
Cette course est endeuillée par le décès de la coureuse suisse Muriel Furrer, âgée de 18 ans, qui avait chuté lourdement. Blessée à la tête et transportée à l’hôpital par hélicoptère dans un état très critique, elle décède le lendemain de la course.

## Parcours
Partant d'Uster dans le canton de Zurich, le parcours fait le tour du lac de Greifen, revient à Uster puis rejoint Zurich pour un premier passage sur la ligne après 46,7 kilomètres. Ensuite les coureuses accomplissent une fois le circuit local d'une longueur de 26,850 km et d'un dénivelé de 409 mètres. Ce circuit vallonné comporte plusieurs montées comme, après 2 kilomètres, la Zürichbergstrasse, une côte de 800 mètres à une moyenne de 8,6 % se terminant par un court passage à 15,9 %. La côte suivante est la Witikonerstrasse, une côte de 1 kilomètre à une moyenne de 8 %. La fin de ce circuit est plate et longe le lac de Zurich avant de rentrer en ville.

## Mort de Muriel Furrer
Au soir de la course, l'UCI publie un communiqué pour annoncer que la représentante de la sélection suisse, Muriel Furrer, a été victime d'une chute, sans en connaître les circonstances exactes. Elle a été évacuée en hélicoptère, dans un état très critique.
Le lendemain, alors que se déroule la course U23 hommes, l'UCI annonce le décès de la jeune suissesse.

## Classement
| Rang                               | Cycliste            | Pays            | Temps           |
| ---------------------------------- | ------------------- | --------------- | --------------- |
| Médaille d'or, Coupe du Monde      | Cat Ferguson        | Grande-Bretagne | 1 h 54 min 48 s |
| Médaille d'argent, Coupe du Monde  | Paula Ostiz         | Espagne         | + 0 s           |
| Médaille de bronze, Coupe du Monde | Viktória Chladoňová | Slovaquie       | + 0 s           |
| 4                                  | Megan Arens         | Pays-Bas        | + 9 s           |
| 5                                  | Célia Gery          | France          | + 53 s          |
| 6                                  | Imogen Wolff        | Grande-Bretagne | + 1 min 26 s    |
| 7                                  | Kamilla Aasebø      | Norvège         | + 1 min 26 s    |
| 8                                  | Amandine Muller     | France          | + 1 min 26 s    |
| 9                                  | Lara Liehner        | Suisse          | + 1 min 26 s    |
| 10                                 | Lucy Bénézet Minns  | Irlande         | + 1 min 26 s    |